# Лаврентіївська складчастість
Лаврентіївська складчастість (рос. складчатость лаврентьевская; англ. Laurentian folding; нім. laurentisches Faltung f) — одна з найбільш давніх складчастостей, що проявилася у ранньому докембрії в Північній Америці (Канадський щит). Лаврентіївську складчастість розглядають як регіональну частину архейської складчастості.